# Callodix
Callodix is een geslacht van weekdieren uit de klasse van de Gastropoda (slakken).

## Soorten
- Callodix conica Laseron, 1958
- Callodix solida Laseron, 1954